# Съседка за секс
„Съседка за секс“ (на английски: The Girl Next Door) е американски тийнейджърски филм от 2004 г., режисиран от Люк Грийнфийлд.
Във филма участват Емил Хърш и Елиша Кътбърт.

## Сюжет
Гимназистът Матю Кидман се влюбва в новонастанилата се симпатична съседка Даниел. За негово учудване обаче Даниел се оказва не просто едно красиво и забавно момиче, а момиче, което умело пази тайната си.

## Номинации
Филмът получава 4 номинации за награди, включително две за Филмовите награди на MTV през 2005 г.